# دائرة القلب الكبير
دائرة القلب الكبير إحدى دوائر ولاية المدية الجزائرية . عاصمتها هي القلب الكبير وتضم بلديات : 
- القلب الكبير
- سدراية
- بئر بن عابد